# Dasyatis macrura
Dasyatis macrura és una espècie de peix de la família dels dasiàtids i de l'ordre dels myliobatiformes.